# Diavolskoto Geurlo

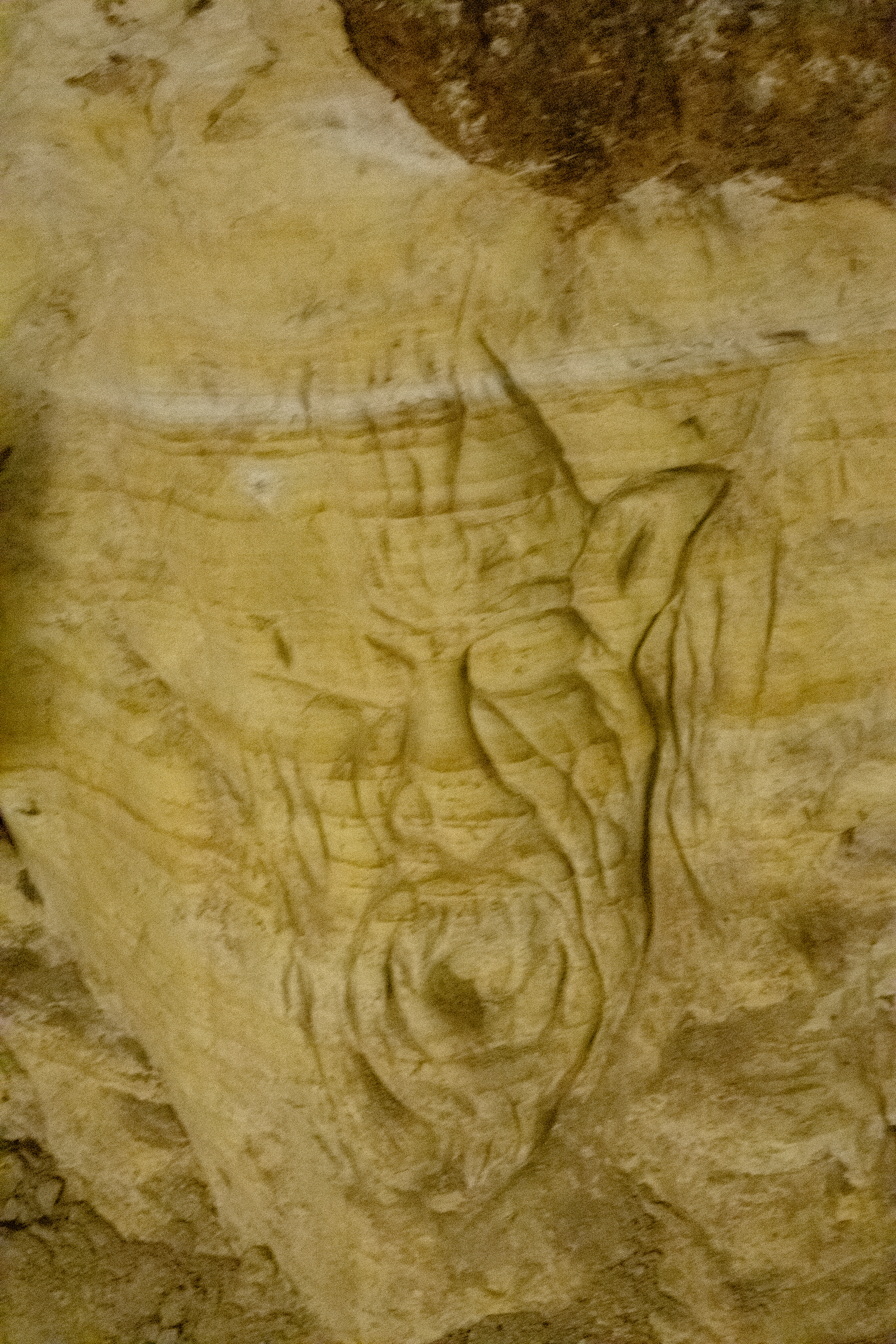

Diavolskoto Geurlo (en bulgare : « La gorge du Diable ») est une grotte localisée dans une vallée très escarpée des Rhodopes avant la ville de Trigrad. Son nom lui vient de la forme de l'entrée qui évoque une tête. La chute d'eau en serait la gorge.

## Découverte
La première tentative de traversée de la grotte a été réalisée en 1962 par Nicolas Korchev et Helena Padareva. 
Une plaque à leur souvenir se trouve à proximité de l'entrée des touristes.

## Caractéristiques
Vraisemblablement formée par un glissement de terrain, la grotte abrite la plus haute chute d'eau souterraine des Balkans puisque la rivière se jette d'une hauteur de 42 mètres dans la plus grande salle souterraine des Balkans : 110 mètres de long, 35 mètres de haut et 40 mètres de large. 400 mètres plus bas, la galerie siphonne et le reste de la grotte reste inconnu. 
Elle ressort dans le torrent en contrebas.

## Mythologie
Selon une légende d'origine thrace, c'est par cette grotte qu'Orphée est descendu vers les Enfers où règne le dieu Hadès, pour ramener à la vie sa bien-aimée Eurydice. On trouve dans le fond de la grande salle, deux sculptures, taillées dans la paroi, qui illustrent cette légende.

## Visite touristique
L'entrée de la visite se fait par un tunnel de 150 mètres de long creusé à la main dans la roche qui entre dans la salle principale au pied de cette majestueuse cascade. 
La visite se poursuit en remontant un long escalier de fer à côté de la chute d'eau. On débouche au-dessus de l'abîme le long de la route.

## Faune
La grotte abrite l'une des plus importantes colonies de chauves-souris de Schreiber (Miniopterus schreibersii).

## Galerie

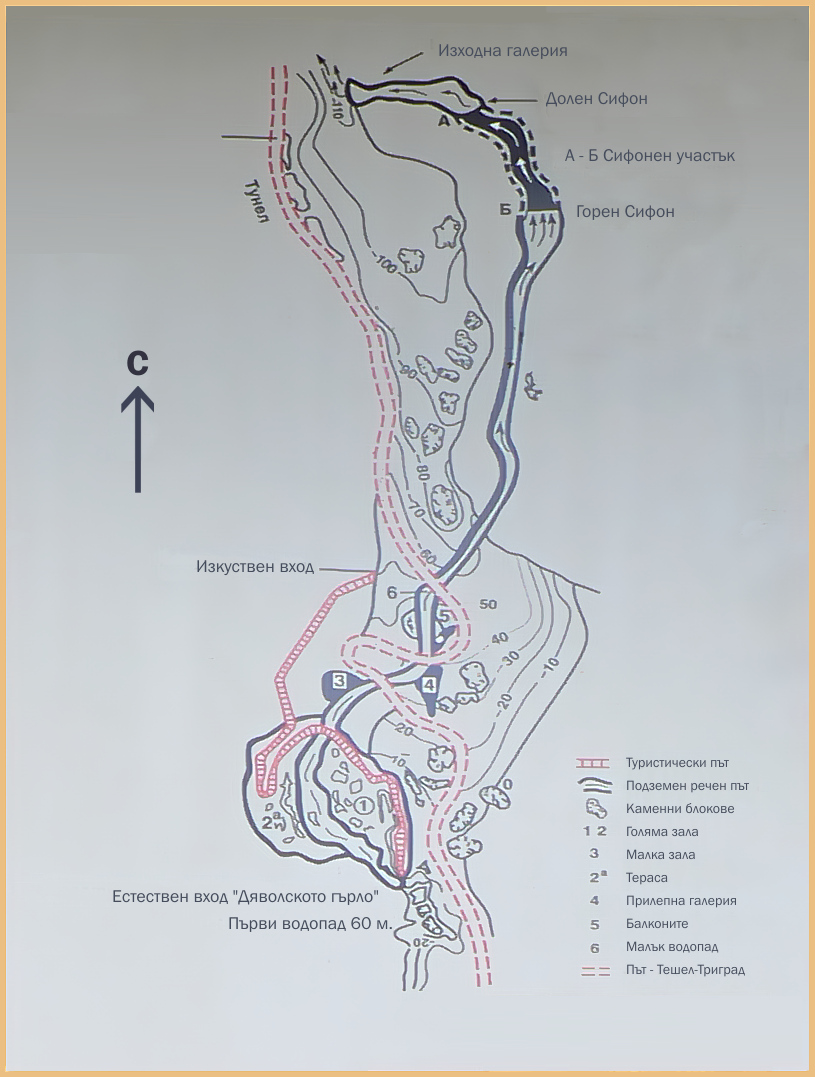
Topographie connue de la grotte.
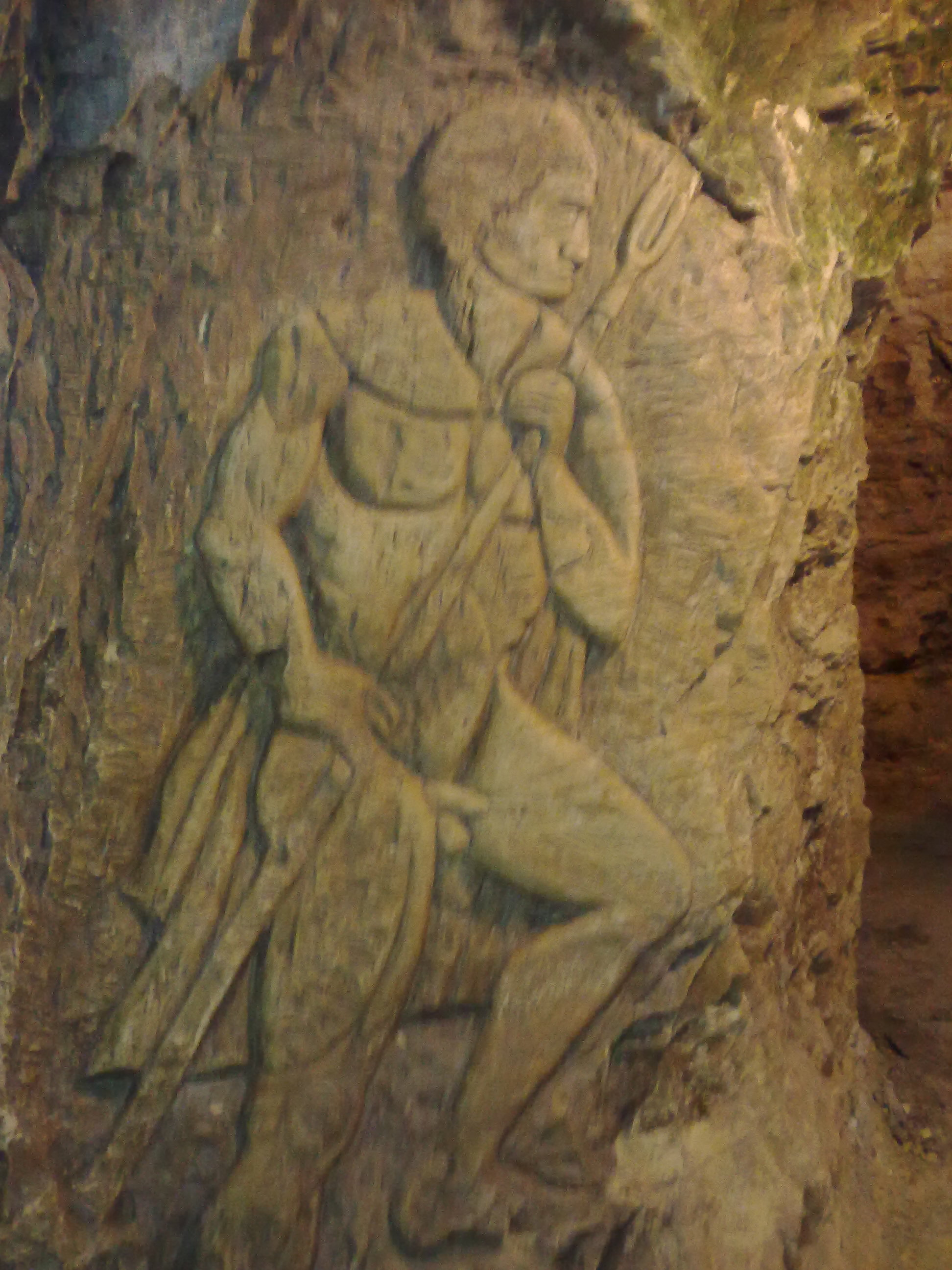
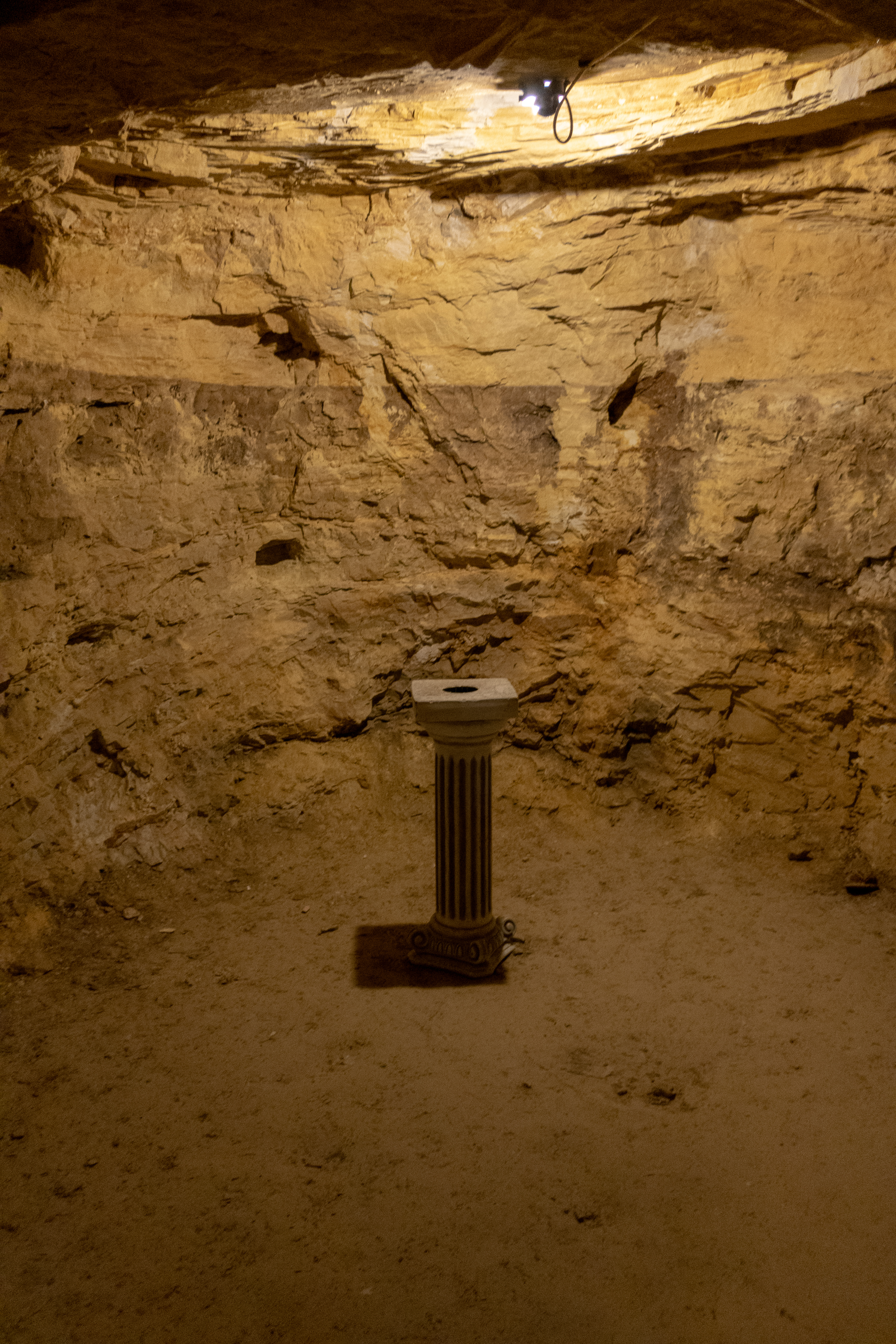
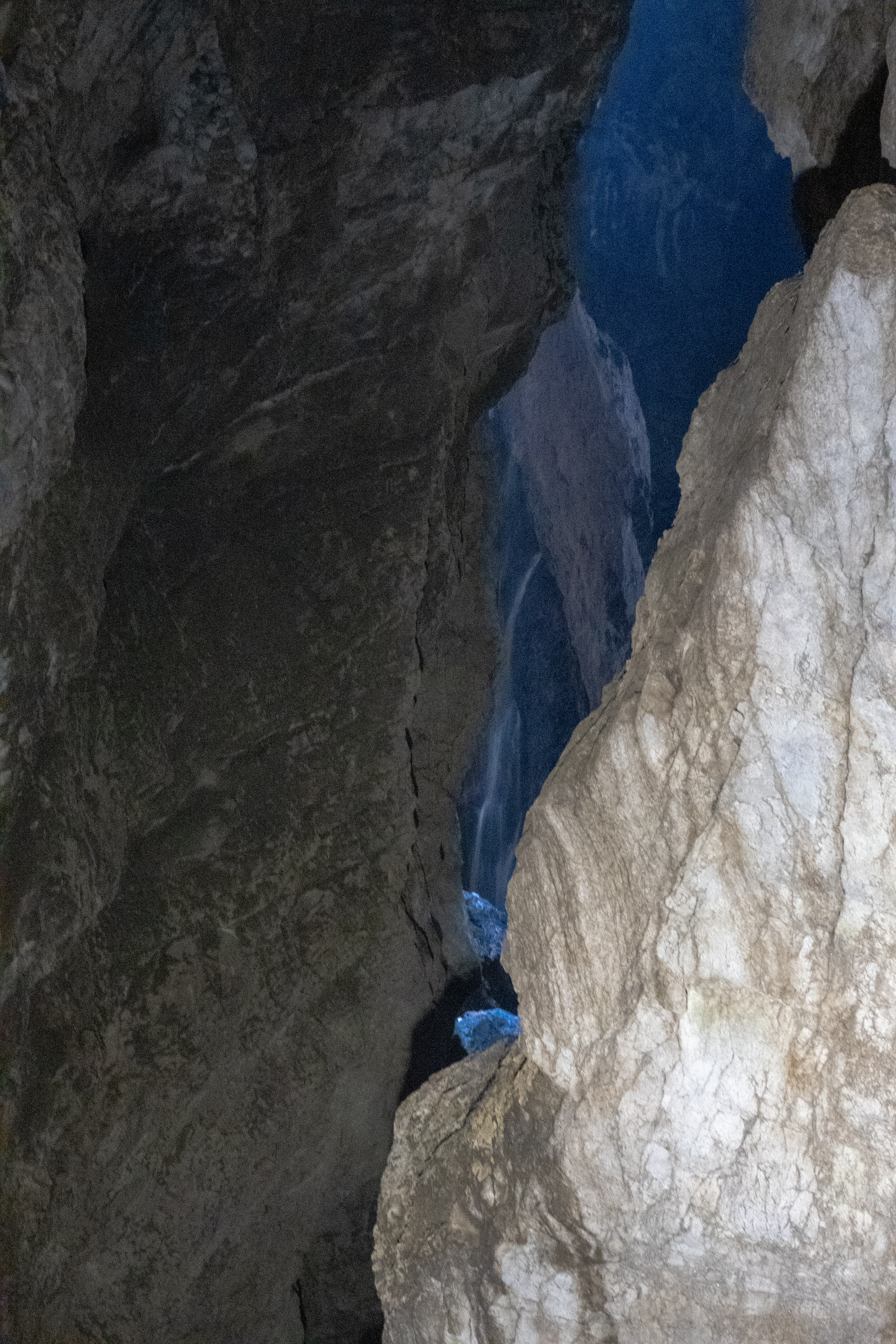
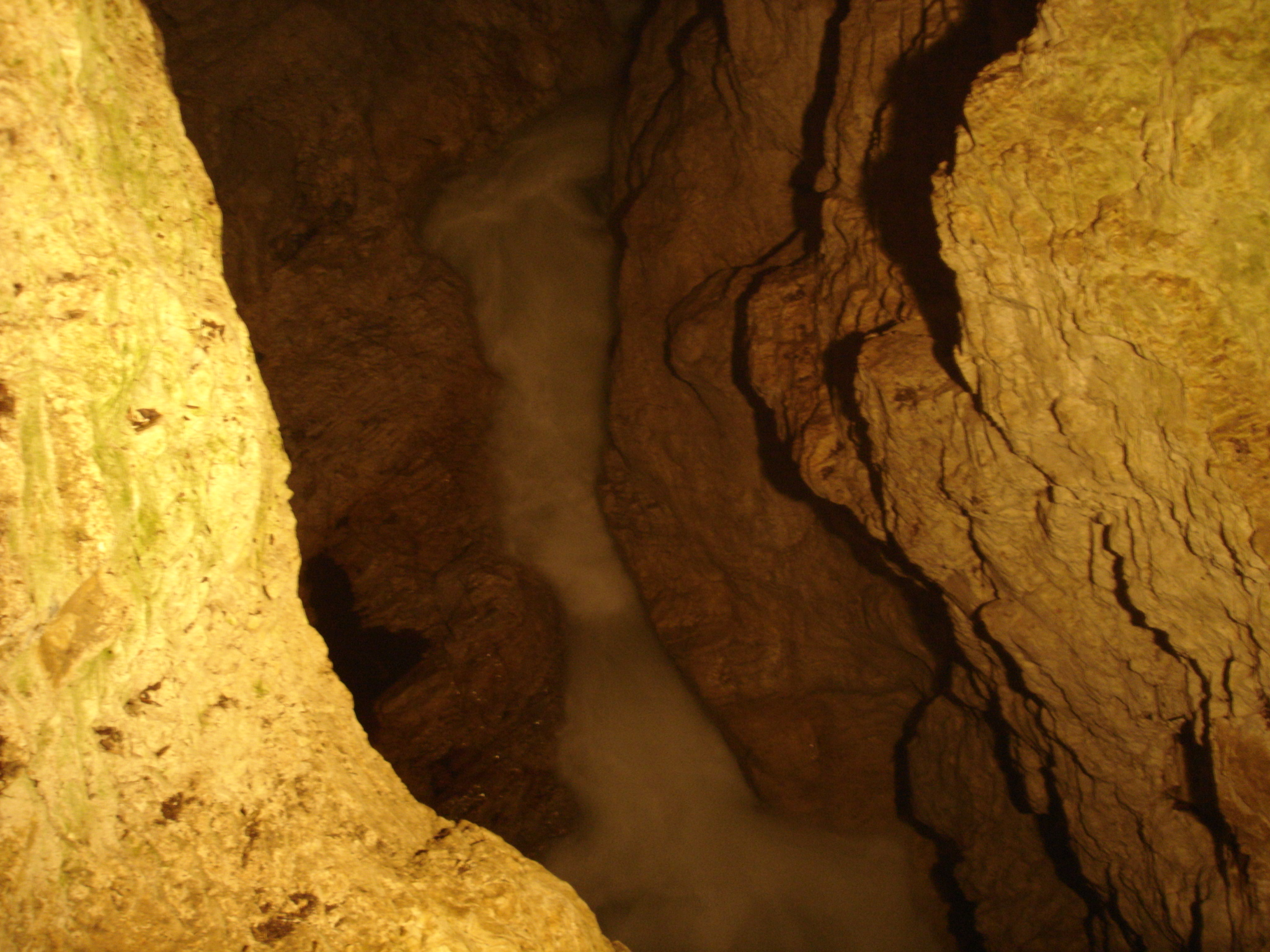
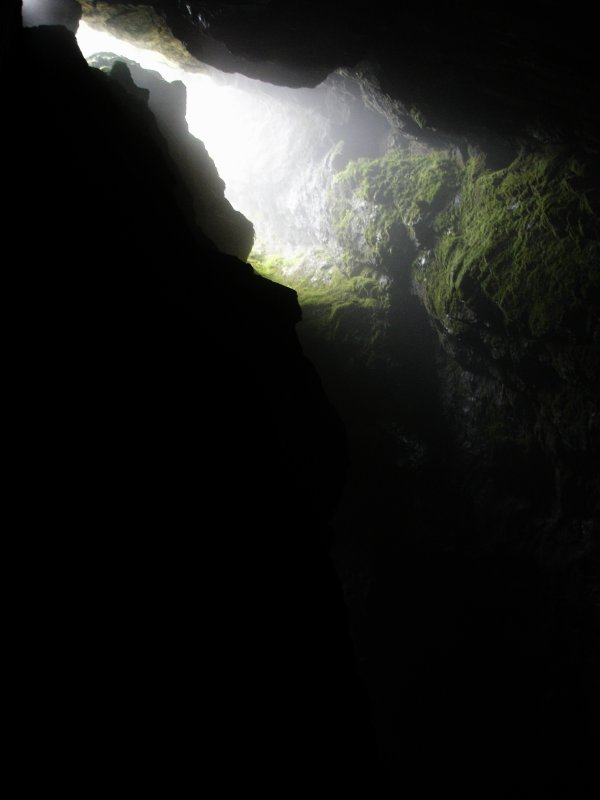
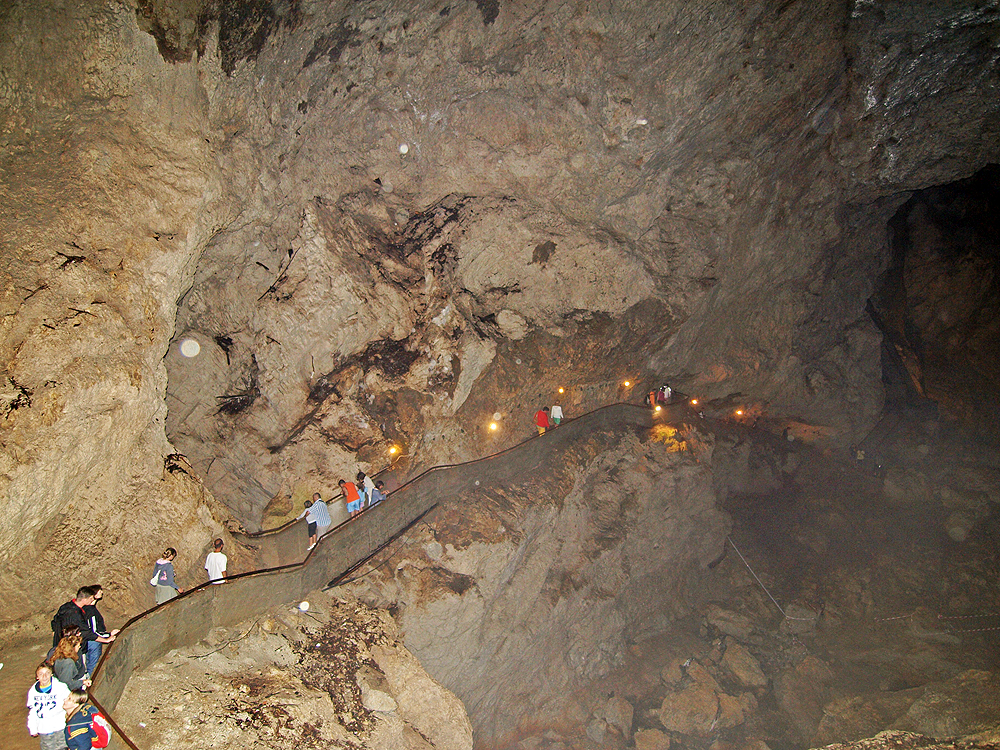
La grande salle de Diavolskoto Geurlo.
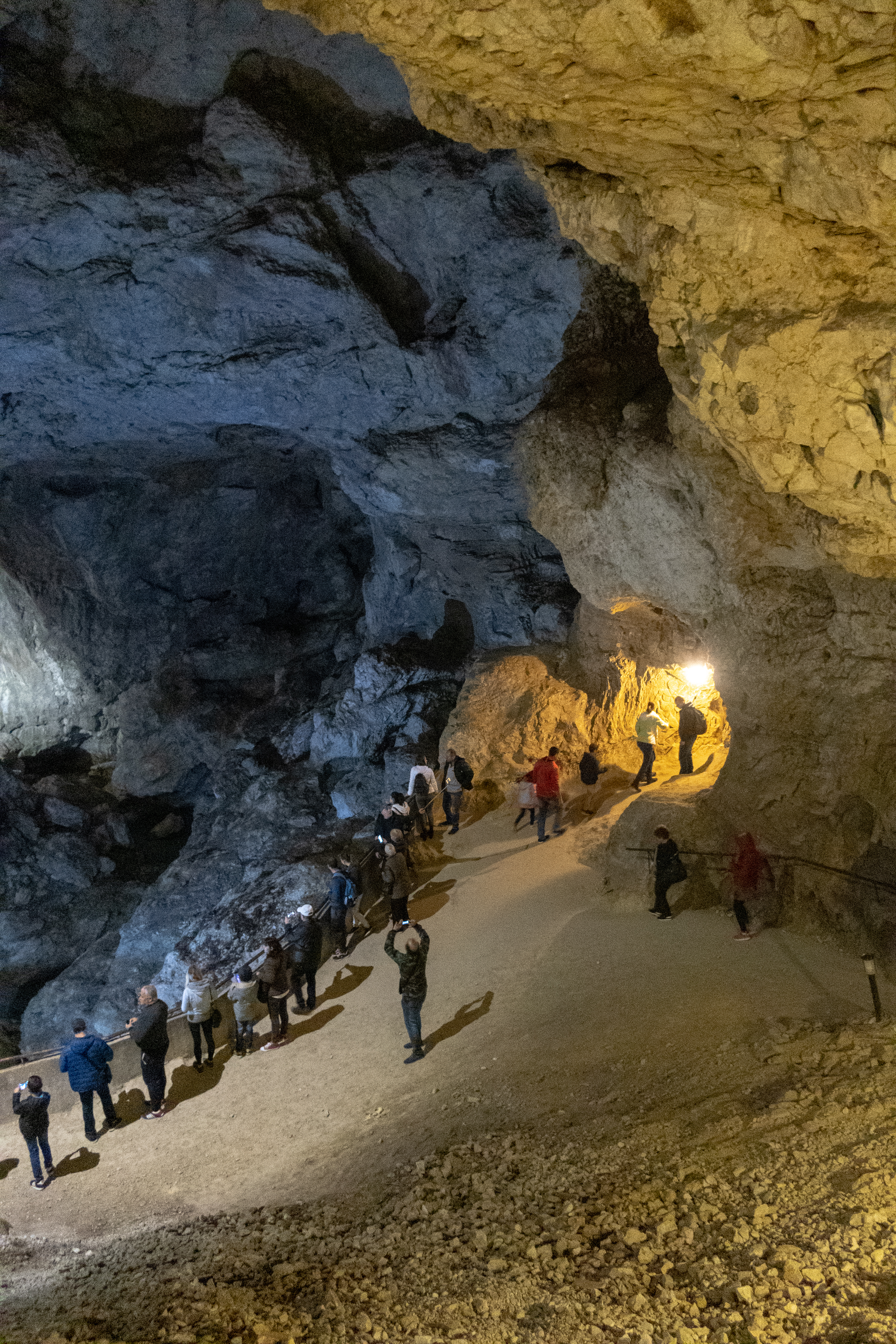
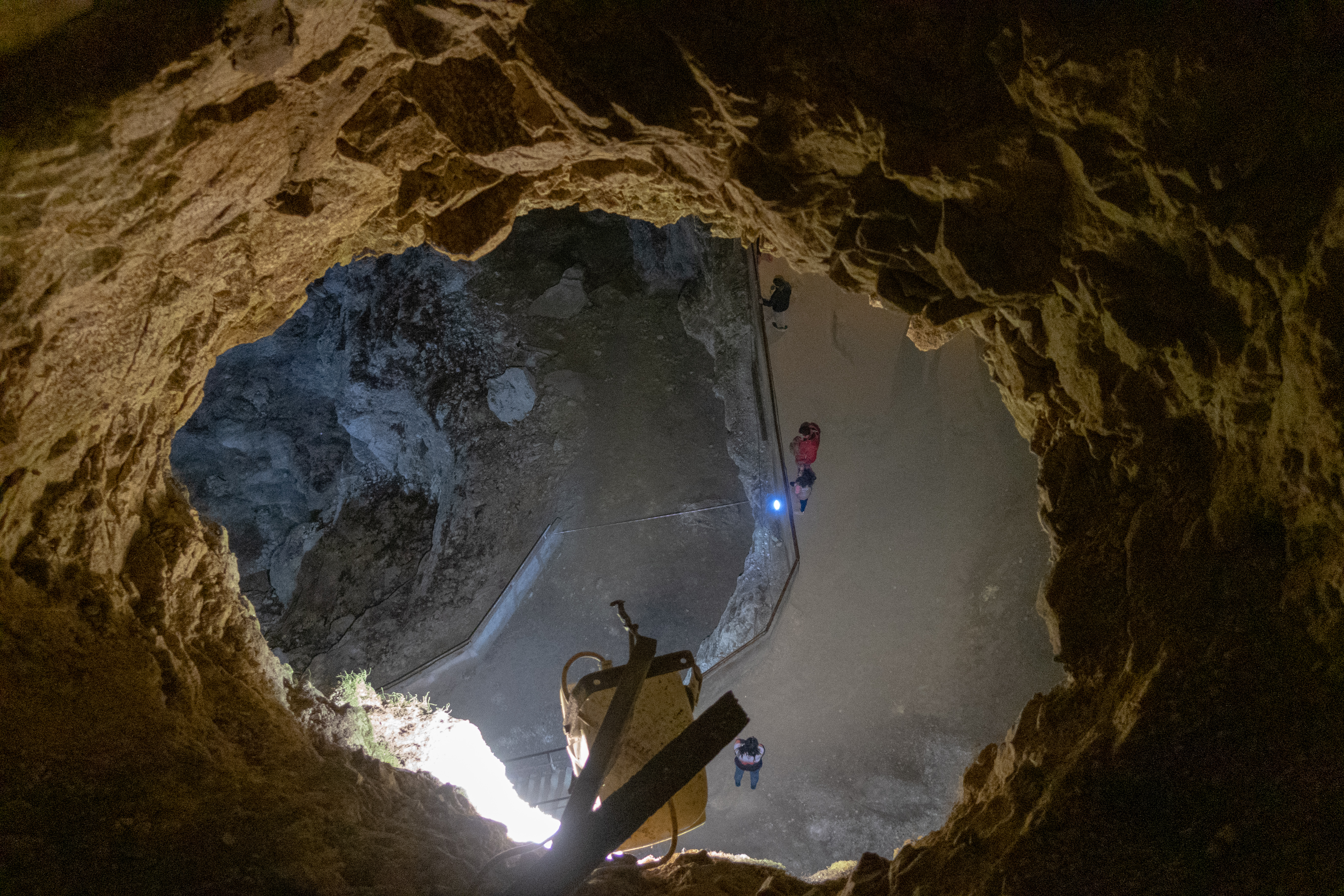
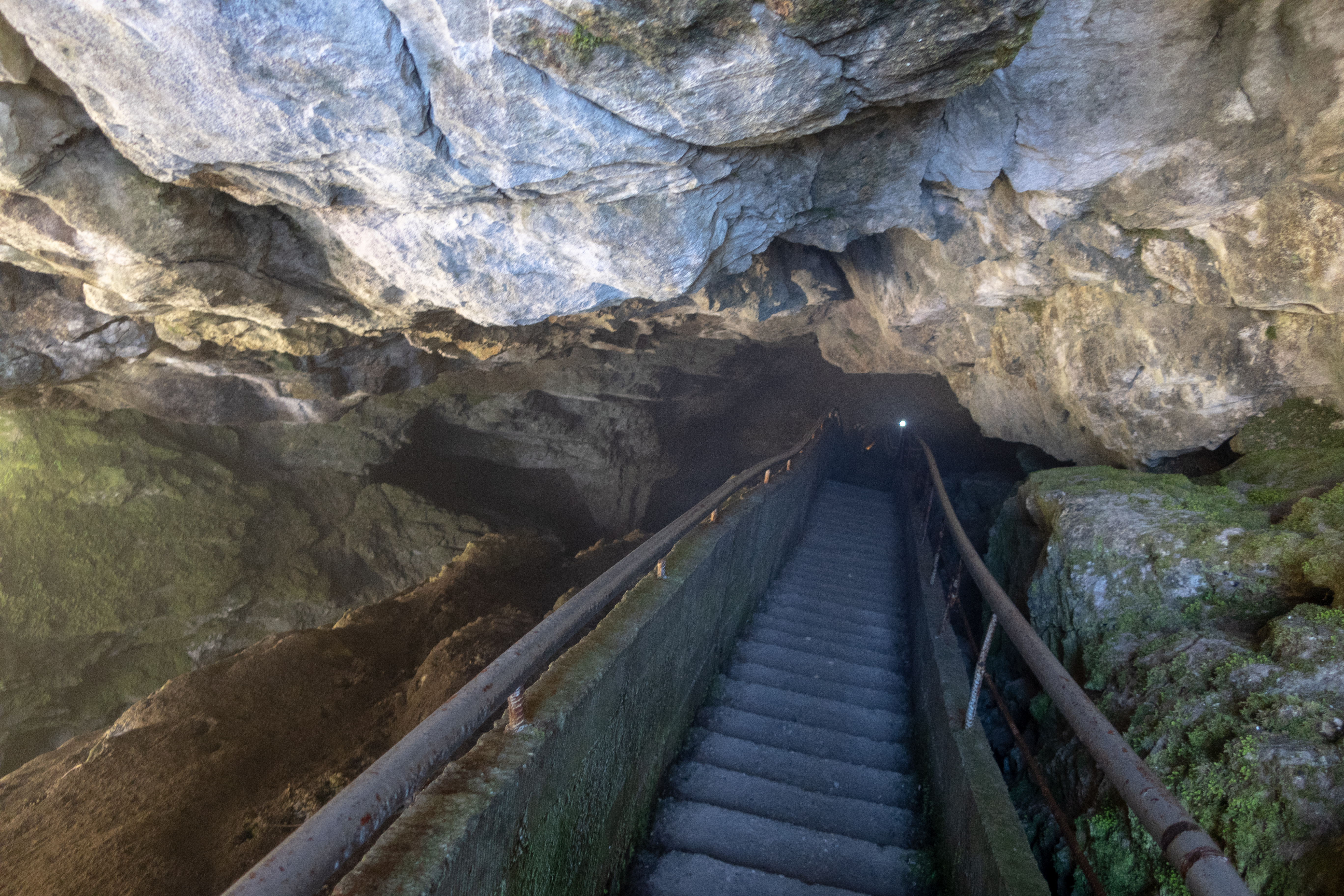
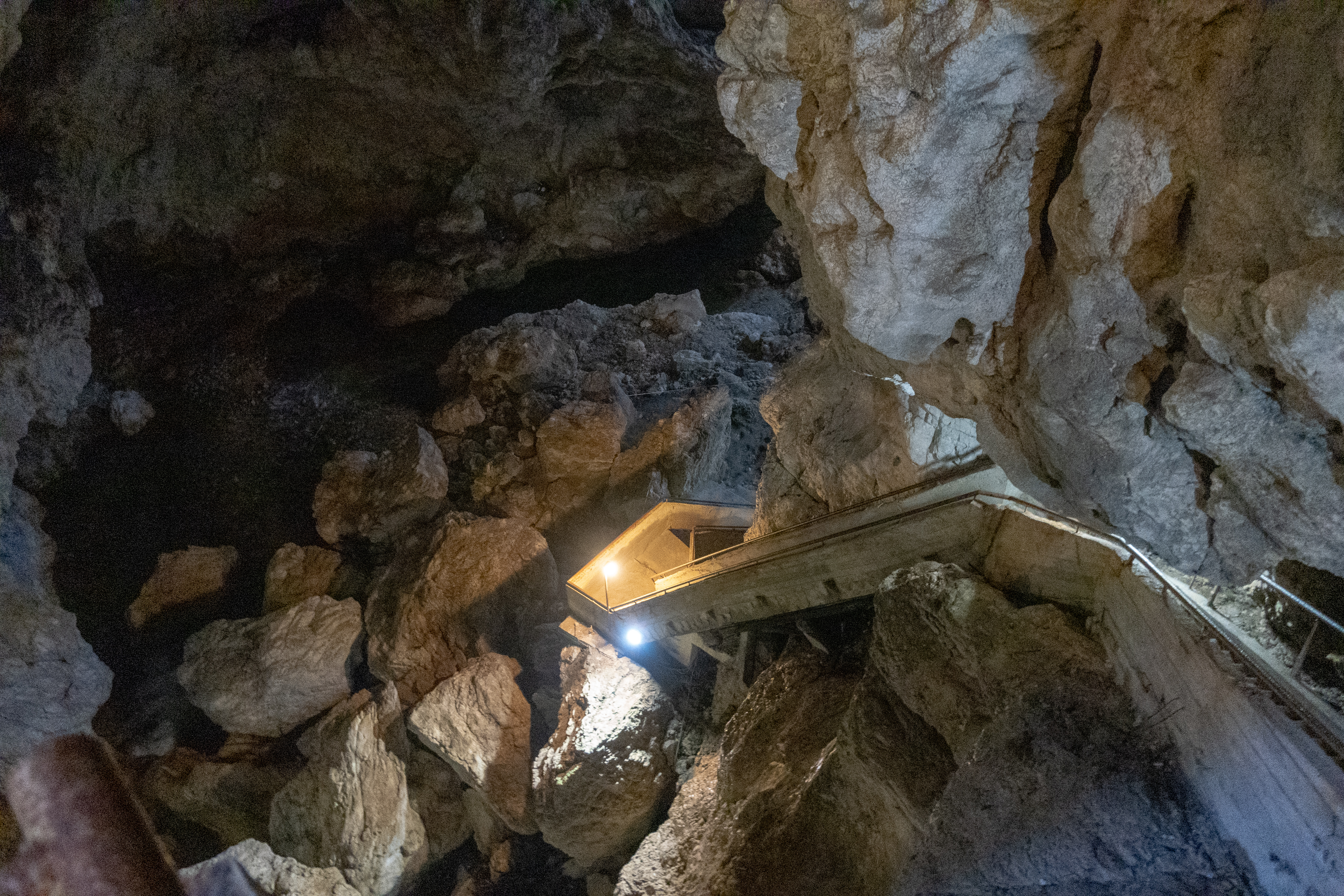
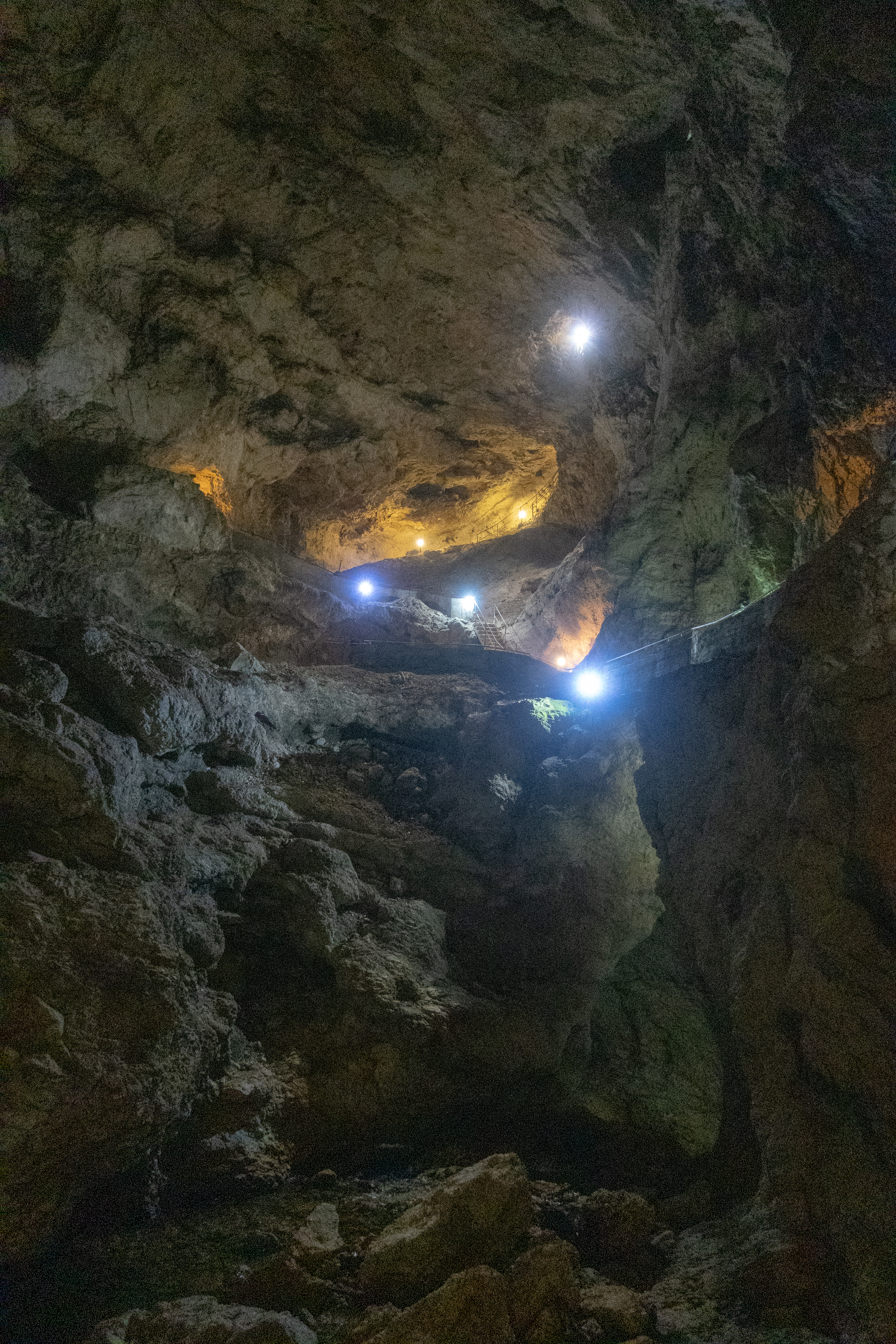
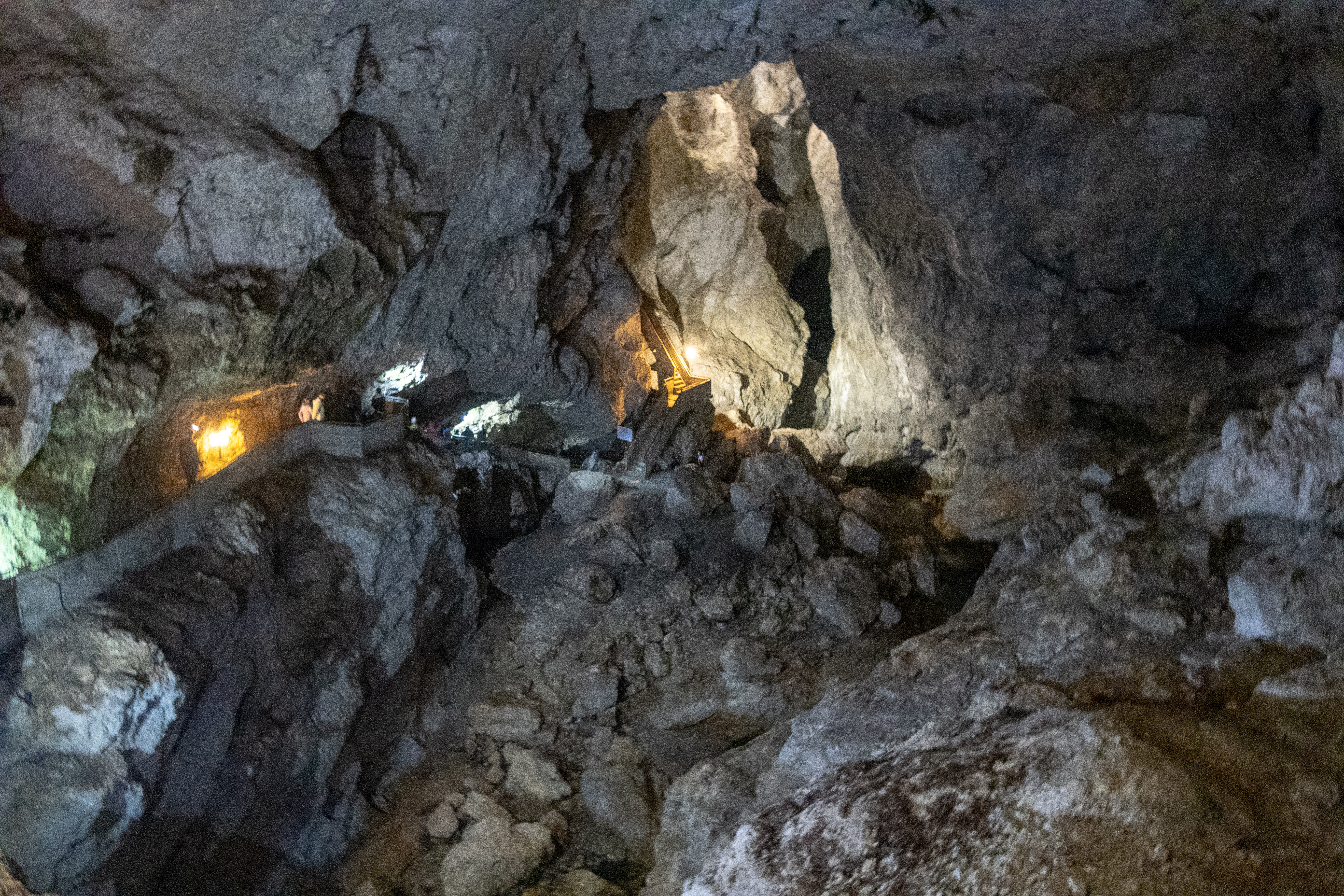
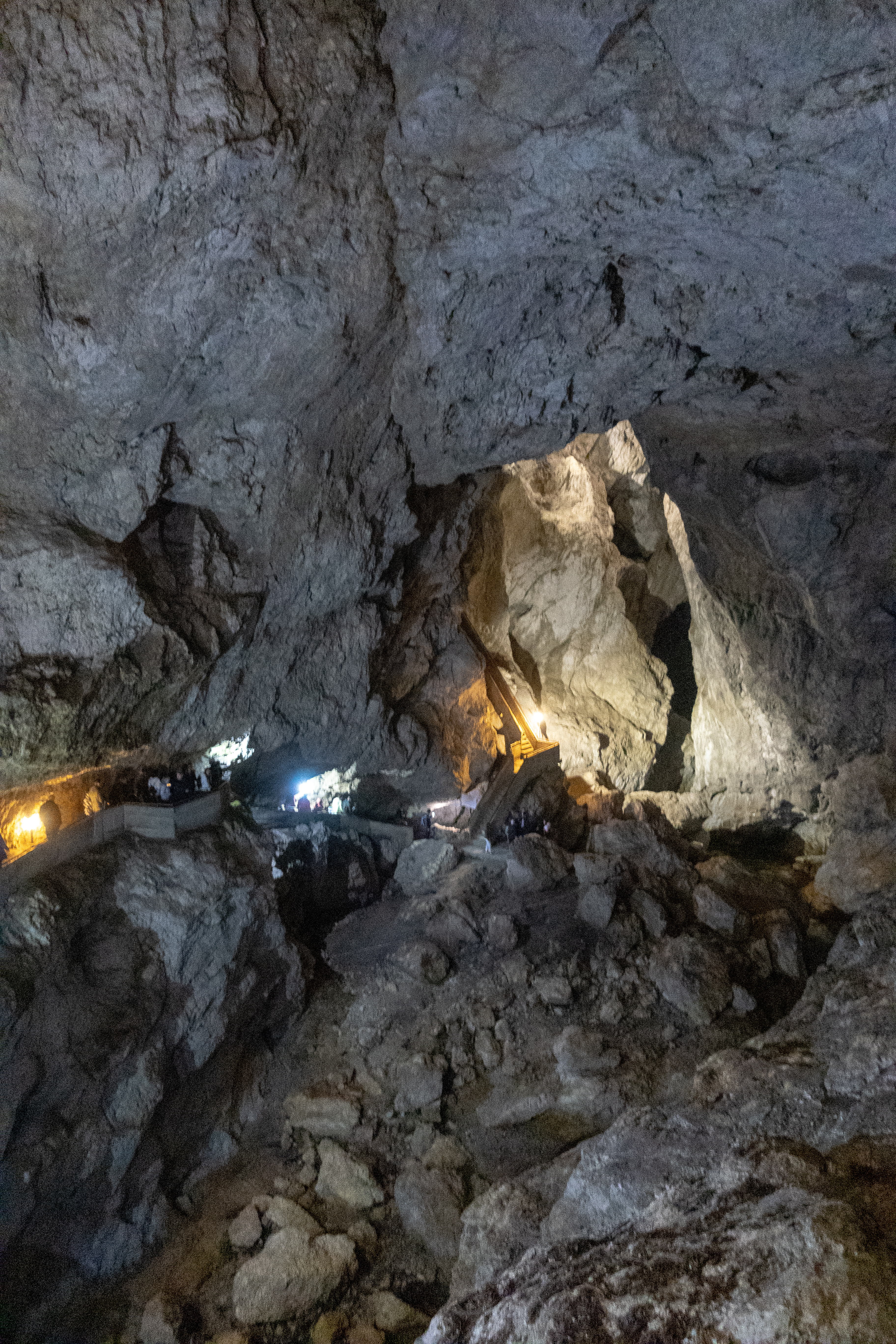